# Smil italský
Smil italský (Helichrysum italicum) je druh kvetoucí rostliny z čeledi hvězdnicovitých (Asteraceae). Její listy silně voní po kari. Stonky jsou dřevnaté a mohou dosáhnout délky 60 cm i více.

## Rozšíření
Přirozeně roste na suché, kamenité nebo písčité půdě v oblastech kolem Středozemního moře. Pěstování je možné i v České republice, a to jak v interiéru, tak exteriéru. Smil je háklivý na přemokření, je částečně mrazuvzdorný.

## Využití
Žluté květy si zachovávají barvu i po utržení a využívají se tak do aranžmá ze sušených květin.
Smil italský se někdy používá jako koření. Přestože voní jako kari, nesouvisí s touto směsí koření a ani se do kari pokrmů nepoužívá. Spíše má pryskyřičné, poněkud hořké aroma připomínající šalvěj nebo pelyněk. Jeho mladé výhonky a listy se používají pro zvýraznění chuti při dušení středomořských masových, rybích nebo zeleninových pokrmů. Před podáváním se odstraní.
Bývá využíván také jako léčivá bylina, obsahuje totiž např. flavonoidy, silice, hořčiny, třísloviny, herniarin, fytosteroly, glykosidy nebo alkaloidy. Má tak antikoagulační, antialergenní nebo antimikrobiální účinky. Dále působí jako expektorans, usnadňuje vykašlávání.

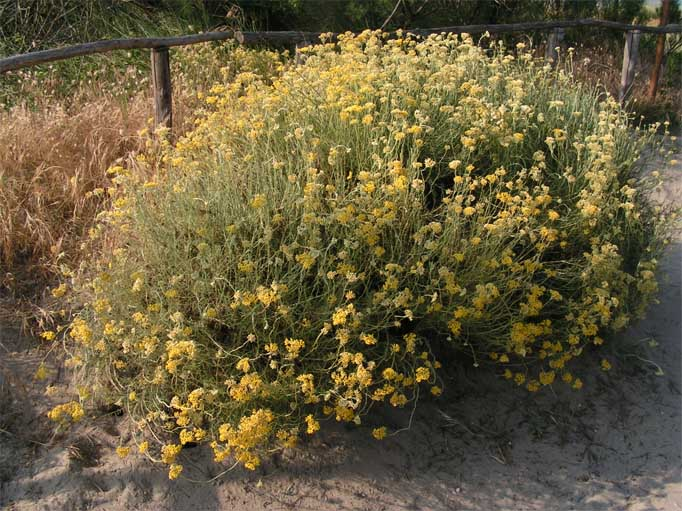
Helichrysum italicum
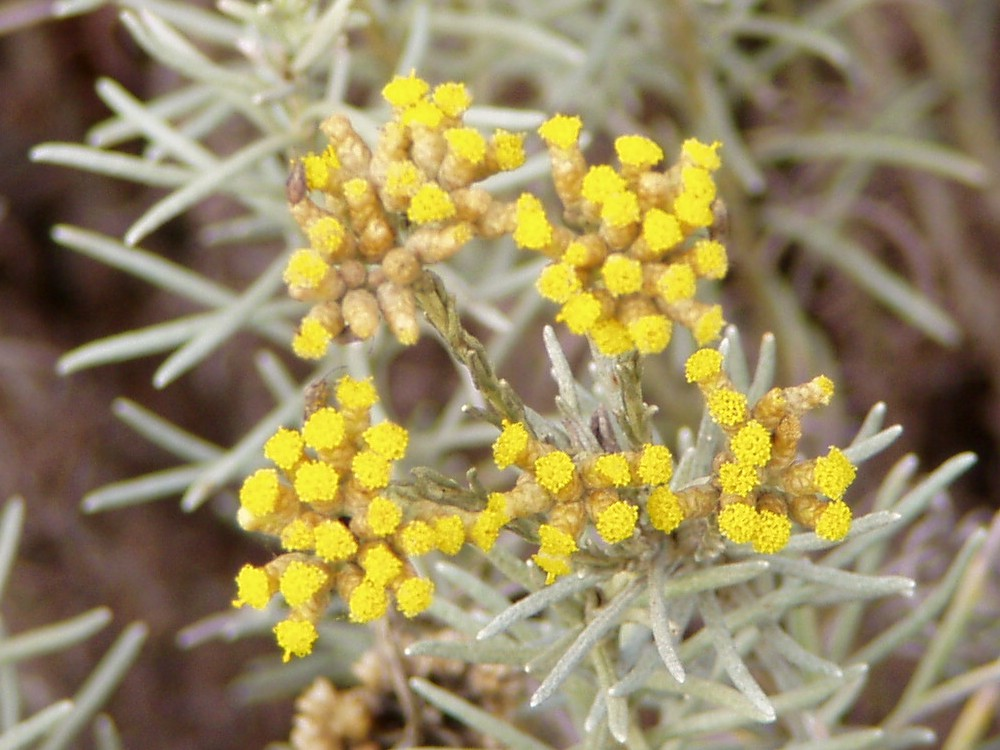
Helichrysum italicum v květu
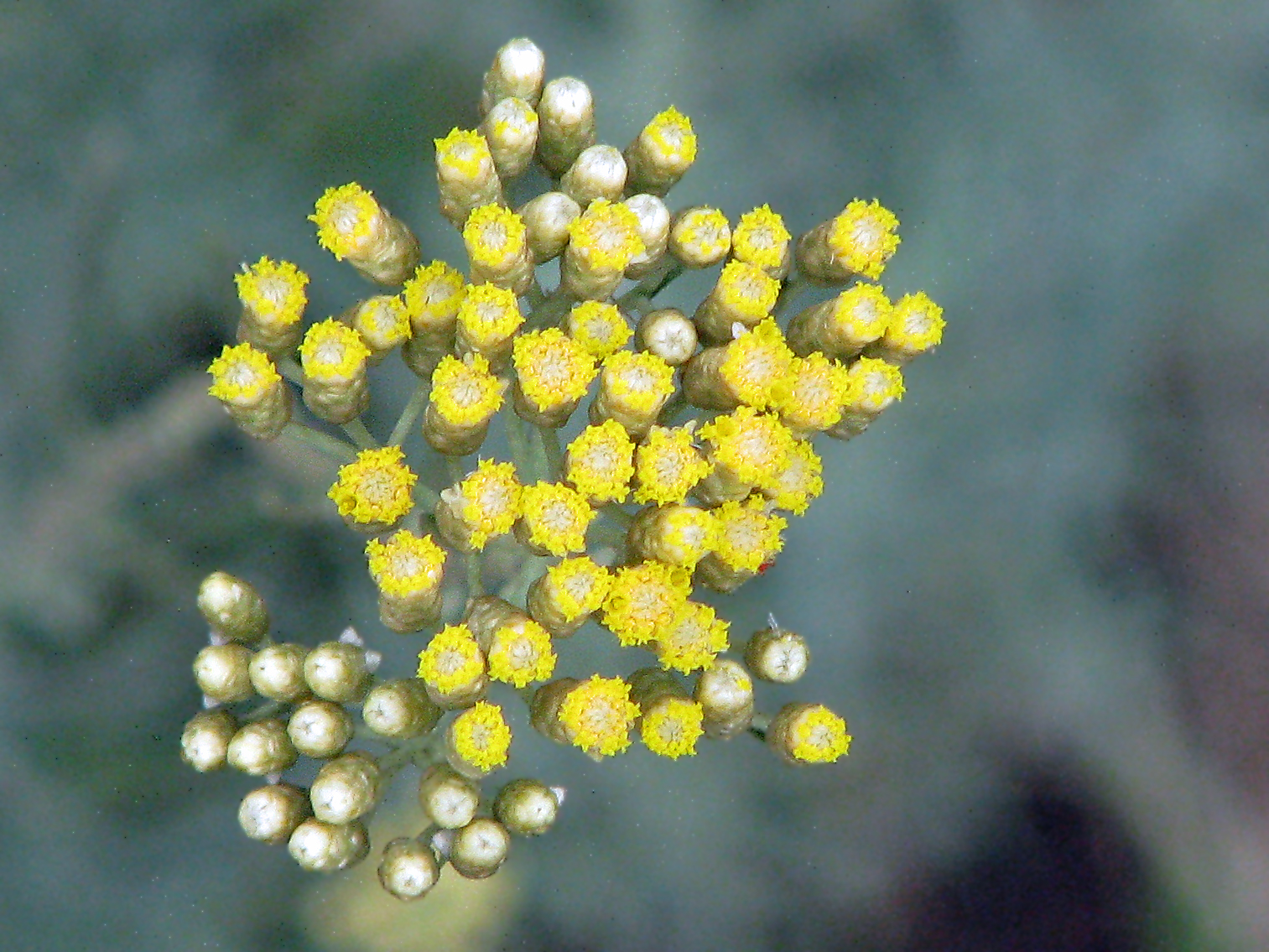
Detailní záběr na květenství